# Фарман HF.7
Фарман HF.7 (Farman HF.7) је француски извиђачки авион. Пројектовао га је Анри Фарман у току 1911-1912, а производила га је фирма браће Анри и Мориса Фарман (Société Anonyme des Usines Farman). То је била побољшана верзија авиона Фарман HF.4. Авион се комерцијално производио и коришћен је као извиђачки авион и авион за обуку пилота, док га није заменио модернији Фарман HF.16.

## Пројектовање и развој
Од 1908. године Анри Фарман почиње да се бави конструкцијом властитог авиона и већ у марту му полеће авион који је назван Анри Фарман III. Овај авион је био веома сличан Воазеновим конструкцијама али је био у погледу летних карактеристика много бољи. Усавршавајући конструкције својих авиона Анри Фарман је напуштао неке од поставки својих претходника и узора и почео је да прави све боље авионе, бољих карактеристика од авиона својих учитеља. Једна од успелих конструкција био је авион Фарман HF.7 који је био побољшана верзија авиона Фарман HF.4.

## Технички опис
Труп авиона чине две решеткасте паралелне правоугаоне конструкције које спајају крила са репом. Реп авиона је рамска конструкција на коју су постављени два вертикална и један хоризонтални стабилизатор. Стабилизатори су направљени од дрвене конструкције пресвучене импрегнираним платном. Авион није имао кабину него су на дрвени конструкцију изнад доњег крила постављена два седишта са наслоном на коме су седеле две особе: инструктор/извиђач и пилот.
Мотор је постављен иза седишта пилота и био је опремљен са потисном дрвеном елисом фиксног корака. У авион Фарман HF.7 је био уграђен седмоцилиндрични радијални ротациони мотор са ваздушним хлађењем Gnome Omega снаге 37 kW.
Крила су дрвене конструкције танког профила пресвучене импрегнираним платном. Крилца за управљање су се налазила само на горњим крилима. Оба крила и доње и горње су била правоугаоног облика с тим што је доње крило било краће од горњег. Крила су међусобно била повезана дрвеним упорницама а затегнута клавирским жицама. Реп авиона се састоји од једног хоризонталног стабилизатора који спаја горње ивице решеткасте конструкције трупа и два вертикалан стабилизатора са кормилима правца који су постављени у продужетку конструкције трупа испод хоризонталног стабилизатора. Стабилизатори су направљени од дрвене конструкције пресвучене импрегнираним платном. Старији авиони овог типа су испред крила (уместо кљуна) имали висинско кормило које је укинуто код новијих типова овог авиона.
Стајни трап авиона је био класичног типа, напред је имао две фиксне ноге направљене од дрвета у облику санки (што је онемогућавало превртање авиона на нос при слетању) са удвојеним бициклистичким точковима на свакој од скија, а испод репа се налазиле две дрвене дрљаче, као репне ослоне тачке авиона.
Авион Фарман HF.7 није био наоружан с обзиром да је био извиђач и школски авион а и користио се непосредно пред рат.

## Корисници
- Белгија
- Француска
- Грчка
- Русија
- Србија
- Уједињено Краљевство

## Оперативно коришћење
Мада је већ са авионом Фарман III, са којим је направио неколико рекорда доживео комерцијални успех тј. добио је прве поруџбине, са авионом Фарман IV овај успех је био још већи. То је окуражило Анри Фармана да се озбиљно посвети авиоградитељству. Авион Фарман HF.7 се производи поред у спортско туристичкој и у војној верзији. Фарман отвара пилотске школе у којима је овај авион основни авион за обуку пилота. Поред производње овог авиона у Француској овај авион се производио и у Русији. Не зна се тачан број произведених примерака ових авиона.

## Коришћење авиона Фарман HF.7 у Србији
Први српски пилоти који су завршили Фарманову пилотску школу 1912. године у Француској били су поручник Јован Југовић, наредник Михајло Петровић и поднаредник Војислав Новичић. У школи су обуку обавили на авиону Фарман HF.7, а пошто је Србија купила авионе Фарман HF.20 ови пилоти су прешли на те авионе. Нажалост авиони Фарман HF.20 нису били дугог века, један је уништен у ратним операцијама када је код Скадра настрадао пилот Михајло Петровић а друга два су уништена у тренажним летовима.
Када је почетком 1913. године редакција Петроградског листа "Ново Време" поклонила Србији један авион Фарман HF.7 пилот Ј. Југовић је имао авион на коме је летео. Поред њега на овом авиону су летели и руски пилоти који су као добровољци дошли да помогну Србији. Авион је у Србији коришћен за намену за коју је и пројектован, служио је за извиђање, тренажу и обуку пилота, преношење курирских порука дуж линије фронта, превожење важних личности и томе слично. Пилот Војислав Новичић је након изласка из болнице и опоравка после пада са авионом Фарман HF.20, летео на турском авиону РЕП тип F 1912 француске производње који је заплењен приликом транспорта кроз Србију за време Првог Балканског рата.
Авион Фарман HF.7 није био наоружан с обзиром на намену и време у коме је коришћен. Када је дошло време да авиони буду наоружани (Први светски рат) овај авион је на фронтовима био замењен модернијим и снажнијим борбеним авионима МF.11 i HF.20, али му је и даље остала улога курирског и авиона за обуку.